# EDDM3A
EDDM3A (англ. Epididymal protein 3A) – білок, який кодується однойменним геном, розташованим у людей на 14-й хромосомі. Довжина поліпептидного ланцюга білка становить 147 амінокислот, а молекулярна маса — 17 646.
| 10         |  | 20         |  | 30         |  | 40         |  | 50         |
| ---------- |  | ---------- |  | ---------- |  | ---------- |  | ---------- |
| MTSSLKIWGI |  | LLALLCILCR |  | LCVYSNNIYW |  | REFIKLHYLS |  | PSREFKEYKC |
| DVLMREKEAL |  | KGKSFHMFIY |  | SLWFKIQRAC |  | INEKGSDRYR |  | NAYVWAPGAL |
| KVLECHWEKY |  | NNRYTESRSF |  | SYIEFHCGVD |  | GYVDNIEDLR |  | IIEPISN    |

A: Аланін

C: Цистеїн

D: Аспарагінова кислота

E: Глутамінова кислота

F: Фенілаланін

G: Гліцин

H: Гістидин

I: Ізолейцин

K: Лізин

L: Лейцин

M: Метіонін

N: Аспарагін

P: Пролін

Q: Глутамін

R: Аргінін

S: Серин

T: Треонін

V: Валін

W: Триптофан

Секретований назовні.